# Вињероиза (Долина Аосте)
Вињероиза је насеље у Италији у округу Долина Аосте, региону Долина Аосте.
Према процени из 2011. у насељу је живело 19 становника. Насеље се налази на надморској висини од 1270 м.